# تايلر لولور
تايلر لولور هو راكب الكنو كندي، ولد في 11 يناير 1972 في غريتر سودبوري في كندا.

## وصلات خارجية
- تايلر لولور على موقع أوليمبيديا (الإنجليزية)